# Интеркосмос-Болгария-1300
Интеркосмос-Болгария-1300 или Интеркосмос-22 — первый болгарский спутник. Каталоговый номер 1981-075A.
Запущен 7 августа 1981 года ракетой-носителем Восток-2М со стартовой площадки № 43/3 космодрома Плесецк. Был выведен на околополярную орбиту с наклонением 81,2°.

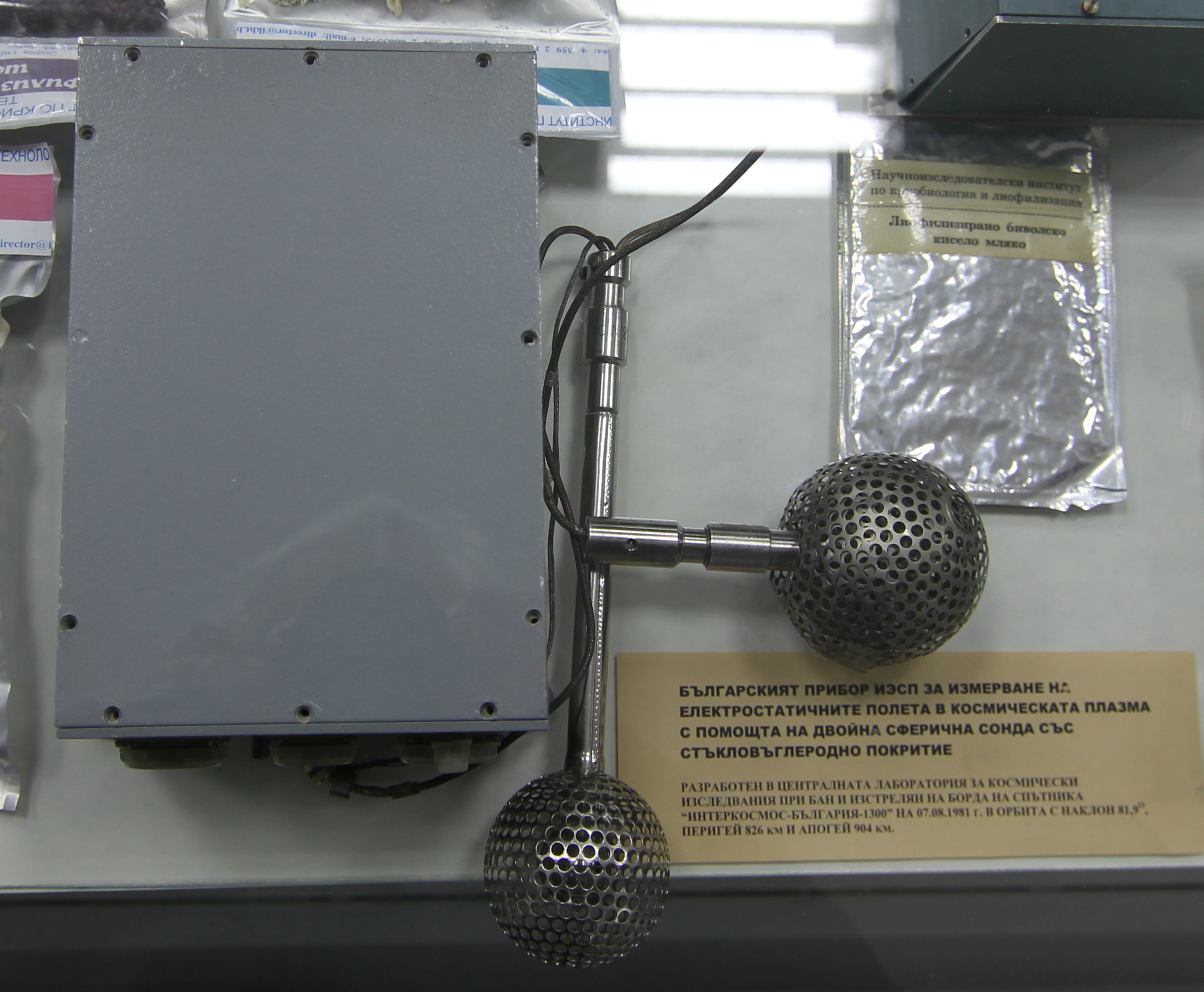
Копия прибора ИЕСП БЕ1 размещённого на спутнике, Национальный политехнический музей в Софии

Аппарат был сконструирован в Болгарии и располагал комплексом из 11 научных инструментов предназначенных для исследования физических процессов в ионосфере и магнитосфере, изучения связей между Землёй и Солнцем. Питание осуществлялось с помощью двух солнечных батарей, вырабатывающих мощность 2 кВт.